# Français volants de Paris
Les Français volants de Paris, originellement les Français volants, sont un club de hockey sur glace situé à Paris et évoluant en Division 2. Ils sont parfois appelés tout simplement les Volants.

Fondés en 1933, les Volants sont parmi les plus vieilles équipes de hockey sur glace encore en activité en France.
Le club est trois fois Champion de France en 1936, 1938, 1989, six fois vice-champion en 1935, 1939, 1942, 1946, 1986, 1987, et a remporté la Coupe de France 1987.

## Historique

### 1933 - 1948
L'histoire du club débuta avec la création de la section hockey sur glace du Racing Club de France en 1931, à l'initiative du promoteur sportif américain Jeff Dickson. Celui-ci déclenche les « années folles du Vel'd'Hiv », période particulière du hockey sur glace en France, où ce sport devient extrêmement populaire à Paris. Dickson profite de la rivalité du Racing club de France et du Stade français pour leur faire monter chacun une équipe de hockey, dont il se charge de leur fournir des joueurs, en mélangeant joueurs locaux et « stars » importées du Canada.
En 1933 les deux clubs omnisports parisiens, très attachés à l'amateurisme souhaitent stopper l'aventure du Vel'd'Hiv. Le joueur Jacques Lacarrière crée alors le club des Français volants à partir de la section hockey du Racing. Il choisit ce nom qui est le surnom (Flying Frenchmen) donné par les Britanniques aux sélections françaises qui viennent régulièrement jouer à Londres en avion à cette époque.

#### Premier titre de champion de France (1936)
La saison 1933-1934, la première du club, se solde par une 3e place de 1re série, puis un titre de vice-champion de France l'année suivante. Et en 1935-1936, les volants remportent leur 1er titre de Champions de France.
La saison suivante, le club remporte officieusement un second titre national (Chamonix, faute de glace, n'a pu disputer le championnat) , bien que le match décisif programmé contre Chamonix n'eut pas lieu.
Au cours de cette même année 1937, les Volants et les Rapides de Paris (Stade français), qui sont engagés dans une ligue franco-britannique en raison de l'arrêt du championnat d'outre-Manche, voient une partie de leur équipe s'y installer définitivement, en particulier les joueurs canadiens. Les raisons du départ sont principalement financières : celles de Jeff Dickson sont sur le déclin à force d'abus, le prix des allers-retours entre Paris et Londres augmentent et l'Angleterre dispose d'une situation plus propice au hockey professionnel. Les Volants forment ainsi les Southampton Vikings.

#### Deuxième titre de champion de France (1938)
Le club continue malgré tout, mais se retrouve quasiment seul club parisien à affronter Chamonix : 3e titre de champion en 1938, et vice-champion en 1939 et 1942, à chaque fois face aux Chamoniards.
Pour la saison 1943-1944, il ne participe pas mais ses joueurs renforcent le club d'origine, le Racing club de France, dans son affrontement avec Chamonix.
Les Français volants disparaissent une première fois en 1948.

### 1965 - 1998
Les Français volants reviennent en 1965 en Championnat de France, re-créés par Philippe et Thierry Lacarrière.
Vers la fin des années 1970, les temps sont difficiles pour les Volants, sans patinoire fixe et qui finissent par jouer à la Gaîté-Montparnasse en 1977.
En 1979-1980, ils finissent même derniers de Nationale A et sont relégués, tout en perdant le vétéran Philippe Lacarrière qui part en retraite. Lassés de leurs conflits avec la mairie de Paris, les Volants renoncent même à la Nationale B la saison suivante.
L'aventure reprend cependant en 1981-1982 en Nationale C, que le club remporte du 1er coup. Il reste également peu de temps en Nationale B, la remportant en 1984. L'année suivante voit l'arrivée du gardien international Français Daniel Maric en provenance du Club des Sports de Glace de Grenoble.

#### Vainqueur de la coupe de France (1987)
Le club progresse encore et remporte la Coupe de France 1987 sur le score de 5 buts à 8 aux dépens des Mammouths de Tours.

#### Troisième titre de champion de France (1989)
En 1989, il remporte un 3e titre de champion de France.
Nouvelle descente en 1991 de 2 niveaux et remontée en Division 1 en 1994.
En 1998, le club qui finit dernier de la Nationale 1, et abandonne le hockey senior pour se concentrer sur les mineurs.

### Depuis 2004

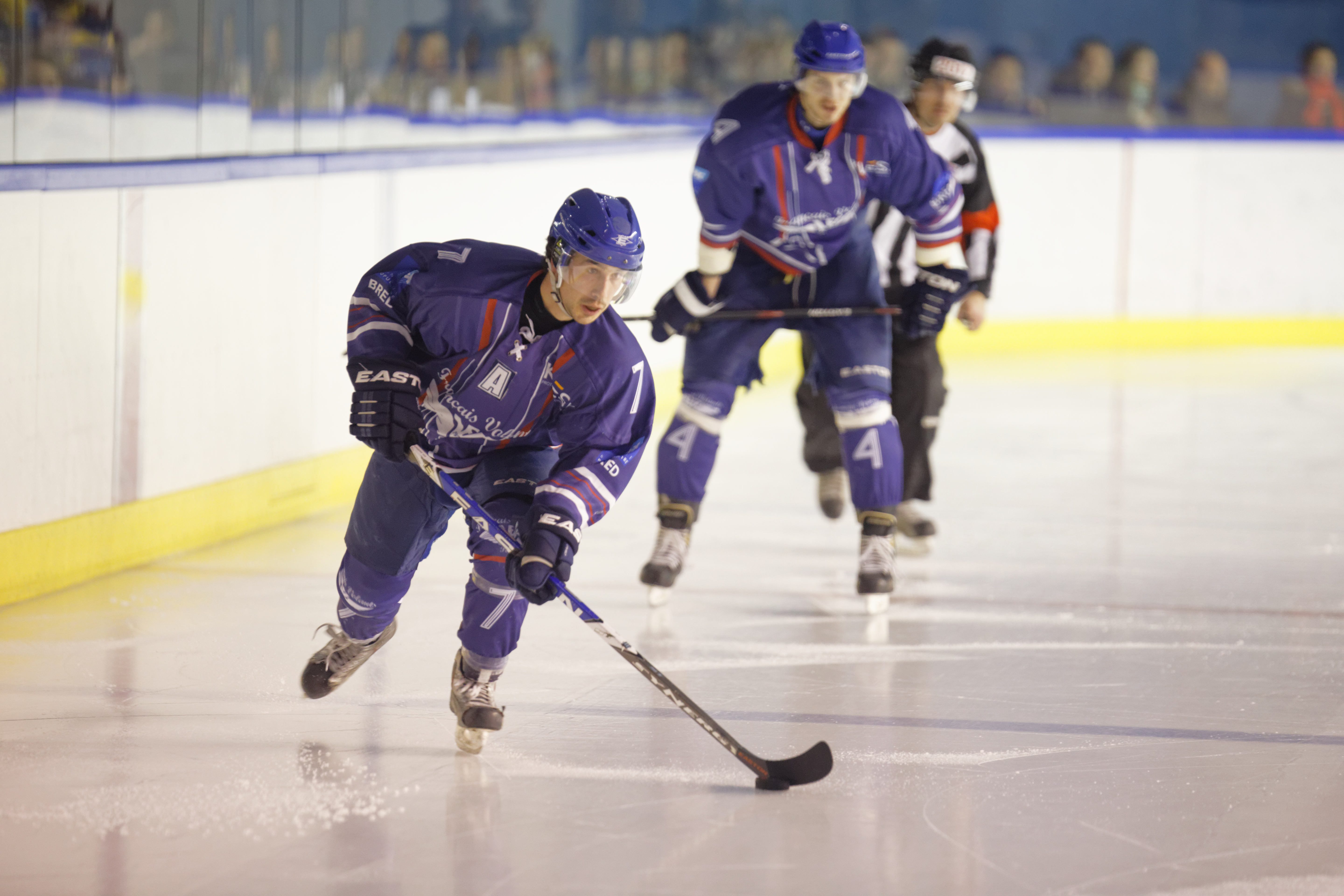
Français volants vs Taureau de feu en mars 2016

En 2004, le club parisien est réinscrit en championnat de France et évolue en Division 3. En 2009, le club remonte en division 2.

## Palmarès
- Champion de France Coupe Magnus : 1936, 1938, 1989
- Coupe de France : 1987
- Champion de France Division 1 : 1978, 1984
- Champion de France Division 2 : 1974, 1982
- Champion de France Trophée Fédéral Loisirs : 2011[24], 2013, 2024
- Champion de France Junior : 2013[25]

### Coupe Magnus
Le détail des titres gagnés est présenté dans le tableau ci-dessous :
| Saison | Finaliste             | Résultat                                                        | Commentaire                         |
| ------ | --------------------- | --------------------------------------------------------------- | ----------------------------------- |
| 1936   | Stade français        | Victoire à Paris 3-2 Victoire à Paris 7-5                       | Finale en match aller-retour        |
| 1938   | Chamonix Hockey Club  | Victoire à Paris 4-0                                            | Finale en sur un seul match         |
| 1989   | Écureuils de Picardie | Défaite à Amiens 6-5 Victoire à Paris 7-3 Victoire à Paris 10-2 | Finale au meilleur des trois matchs |

### Coupe de France
| Date de la finale | Vainqueur        | Score | Finaliste          | Lieu de la finale           |
| ----------------- | ---------------- | ----- | ------------------ | --------------------------- |
| 28 avril 1987     | Français volants | 8 - 5 | Mammouths de Tours | Patinoire Municipale, Tours |

## Joueurs emblématiques
L'histoire des Français volants est indissociable de celle de la famille Lacarrière, Jacques, fondateur du club et ses fils : Philippe Lacarrière, capitaine de l'équipe de France aux Jeux olympiques de Grenoble en 1968, entraîneur et joueur au sein des volants et Thierry Lacarrière, président du club. Ainsi que Bernard Cabanis, Yves et Olivier Prechac, ayant tous les trois fait partie de l'équipe de France des années 1970.

### Effectif actuel
| No    | Nom                   | Nat. | Position       | Arrivée                            |
| ----- | --------------------- | ---- | -------------- | ---------------------------------- |
| +005, | Quentin Wargnier      |      | Gardien de but | 2020 - sans club                   |
| +075, | Justine Crousy-Theode |      | Gardien de but | 2020 - sans club                   |
| +003, | Elmo Barnier          |      | Défenseur      | Formé au club                      |
| +006, | Noah Athuil           |      | Défenseur      | Prêt - Bisons de Neuilly-sur-Marne |
| +010, | Gaëtan Portier        |      | Défenseur      | 2018 - Jokers de Cergy-Pontoise    |
| +012, | Hugo Nerriere         |      | Défenseur      | Formé au club                      |
| +044, | Mattéo Mahieu         |      | Défenseur      | Formé au club                      |
| +055, | Maxim Belov           |      | Défenseur      | 2018 - Chevaliers du lac d'Annecy  |
| +061, | Mathéo Rex            |      | Défenseur      | Formé au club                      |
| +066, | Aurélien Vinals       |      | Défenseur      | 2021 - Comètes de Meudon           |
| +077, | Barthélémy Peret      |      | Défenseur      | 2020 - Eisbären Berlin Juniors     |
| +089, | Alan Dana             |      | Défenseur      | 2021 - Grizzly de Garges           |
| +004, | Sean Ayah-Druart      |      | Attaquant      | Formé au club                      |
| +008, | Léo Cuzin – A         |      | Attaquant      | 2019 - Jokers de Cergy-Pontoise    |
| +011, | Karl Lacombe          |      | Attaquant      | Formé au club                      |
| +015, | Gwenn Lucas           |      | Attaquant      | Formé au club                      |
| +016, | Noé Gersanois         |      | Attaquant      | 2019 - Jokers de Cergy-Pontoise    |
| +017, | Hugo Dumont – A       |      | Attaquant      | 2018 - Dragons de Rouen U20        |
| +018, | Andrew Longo          |      | Attaquant      | 2021 - Statesmen de Hobart         |
| +021, | Oleg Kouzmin          |      | Ailier         | 2015 - Élans de Champigny          |
| +024, | Arthur Nadaux         |      | Attaquant      | 2021 - sans club                   |
| +027, | Thomas Faudot-Bel     |      | Attaquant      | Formé au club                      |
| +034, | Killian Delobelle     |      | Attaquant      | Formé au club                      |
| +035, | Axel Benet            |      | Attaquant      | 2017 - Dragons de Rouen II         |
| +041, | Gianni Vigezzi – C    |      | Attaquant      | 2013 - Renards d'Orléans           |
| +091, | Mans Papaux – A       |      | Attaquant      | 2018 - Jets d'Évry Viry            |
| +094, | Matteo Leduc          |      | Attaquant      | Formé au club                      |